# 金黃食蚊魚
金黃食蚊魚，為輻鰭魚綱鯉齒目鯉齒亞目花鳉科的其中一種，分布於中美洲墨西哥的淡水流域，體長可達3公分，棲息在植被生長茂盛、水流緩慢的溪流，屬於肉食性，生活習性不明。

## 擴展閱讀
維基物種上的相關：金黃食蚊魚